# Prêmio Arthur Friedenreich de 2014
O Prêmio Arthur Friedenreich de 2014 foi a 7ª edição do prêmio, criado pela Rede Globo, destinado ao maior artilheiro da temporada no futebol brasileiro.

## Classificação
Atualizado em 08 de dezembro de 2014.
| #   | Jogador         | Clube(s)               | Gols |
| --- | --------------- | ---------------------- | ---- |
| 1º  | Magno Alves     | Ceará                  | 37   |
| 2º  | Léo Gamalho     | Santa Cruz             | 32   |
| 3º  | Robert          | Fortaleza              | 30   |
| 4º  | Barcos          | Grêmio                 | 29   |
| 5º  | Fred            | Fluminense             | 27   |
| 6º  | Henrique        | Palmeiras / Portuguesa | 25   |
| 7º  | Bill            | Ceará                  | 24   |
| 7º  | Ricardo Lopes   | Globo / Interporto     | 24   |
| 9º  | Wanderson       | ASA                    | 23   |
| 9º  | Marcelo Moreno  | Cruzeiro               | 23   |
| 11º | Júnior Viçosa   | Atlético Goianiense    | 22   |
| 12º | Alecsandro      | Flamengo               | 21   |
| 12º | Gabriel         | Santos                 | 21   |
| 12º | Leandro Kivel   | Confiança              | 21   |
| 15º | Cícero          | Fluminense / Santos    | 20   |
| 15º | Lima            | Ceará / Paysandu       | 20   |
| 15º | Luís Fabiano    | São Paulo              | 20   |
| 15º | Ricardo Goulart | Cruzeiro               | 20   |
| 15º | Rodrigo Pimpão  | América de Natal       | 20   |
| 20º | Giancarlo       | Paraná                 | 19   |
| 20º | Jael            | Joinville              | 19   |
| 22º | Neto Baiano     | Sport                  | 18   |